# فانكوفر كاناكس
فانكوفر كاناكس (بالإنجليزية: Vancouver Canucks)‏ هو فريق هوكي جليد كندي محترف يلعب في شعبة المحيط الهادئ من القسم الغربي في دوري الهوكي الوطني (NHL).